# Parafia św. Doroty w Radkowie
Parafia św. Doroty w Radkowie – parafia rzymskokatolicka z siedzibą w Radkowie, w dekanacie noworudzko-słupieckim w diecezji świdnickiej. Erygowana w XVI wieku. Jej proboszczem jest ks. Jan Kustasz.

## Świątynie
- Kościół św. Doroty w Radkowie
- Kościół św. Andrzeja Boboli w Radkowie
- Kościół św. Jana Chrzciciela w Pasterce

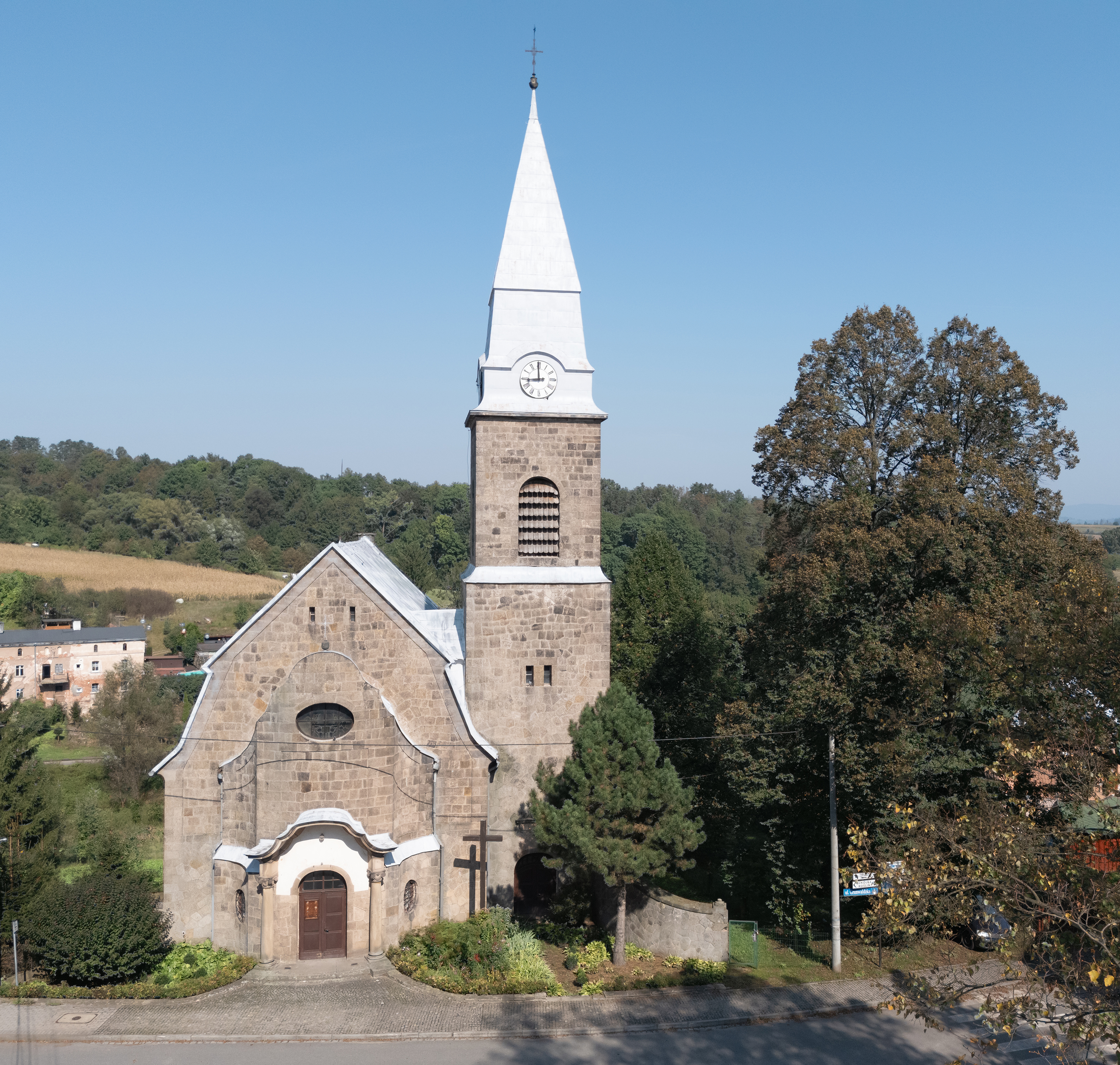
Kościół św. Andrzeja Boboli w Radkowie
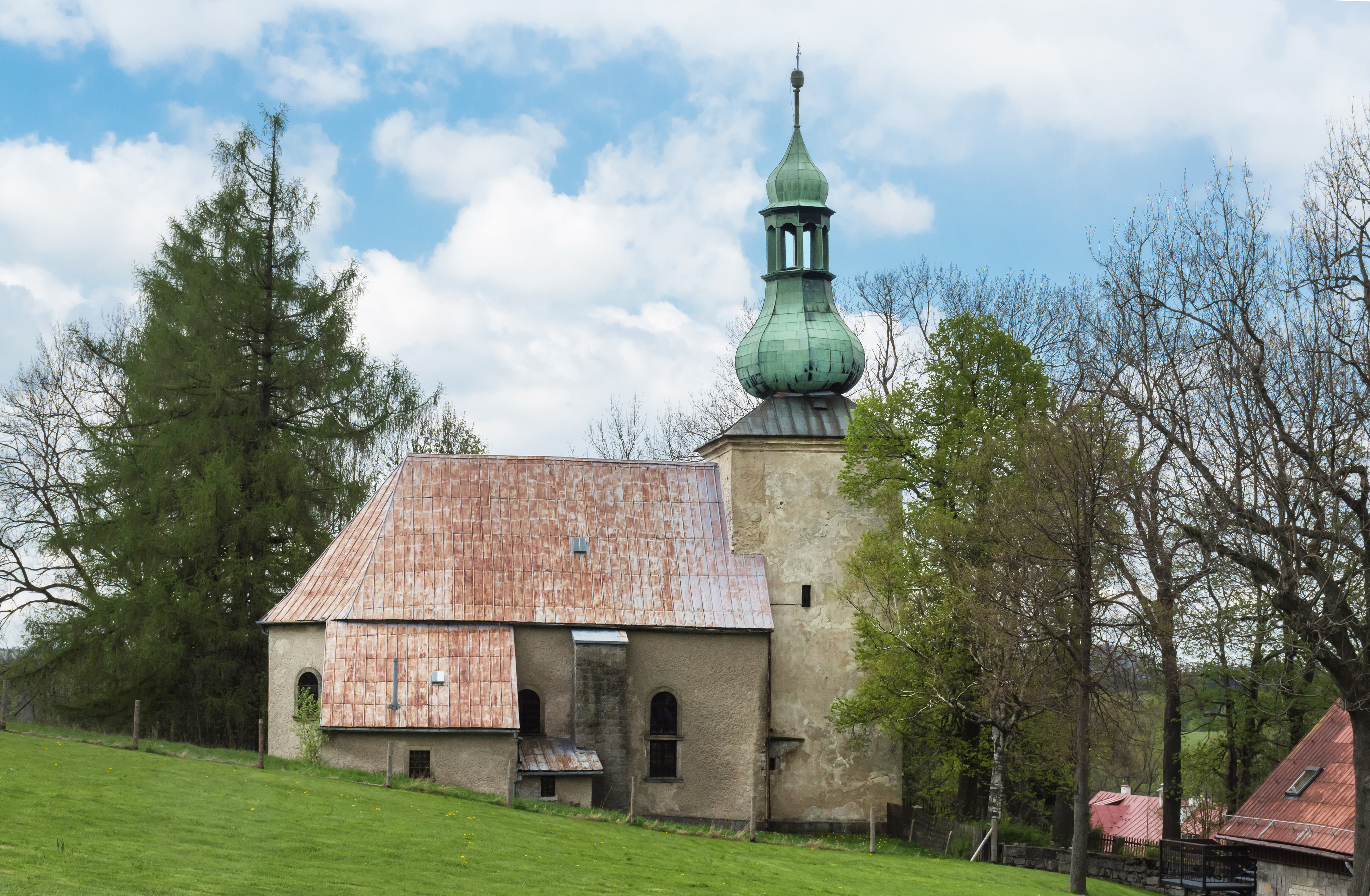
Kościół św. Jana w Pasterce